# ロン・ノル
ロン・ノル（クメール語: លន់ នល់, ラテン文字転写: Lon Nol, 1913年11月13日 - 1985年11月17日）は、カンボジアの政治家、軍人。カンボジア王国国防相、首相、クメール共和国首相（初代）、大統領を歴任。最終階級は元帥。

## 生涯
プレイ・ヴェン州で中国系クメール人とクメール人の間に生まれた。フランス式の教育を受け、公務員となる。
1946年に州知事になり、カンボジア警察の初代長官に就任。その後は軍の役職に就き、1960年に国防相に就任。その後1966年から1年間首相に就任し、1969年に再任された。

### クーデター
そして、1970年3月18日に中国北京訪問中のノロドム・シハヌーク国家元首の政権をクーデターで倒した。国会にシハヌークの退位を決議させた。
これらは、当時、副首相だったシハヌークの従兄弟であるシリク・マタク親王の強い意志によるものとされ、ロン・ノルに強く迫ったためであるとされている。
クーデター後、アメリカは反シハヌークを訴えるビラを撒き、ロン・ノルを支持した。

### ベトナムの侵攻
容共であったシアヌーク体制下でカンボジア領内に多くの後方基地を設け、また食料の買い付けを行っていた北ベトナムは、1970年3月29日、カンボジア東部に侵攻した。この侵攻はクメール・ルージュのヌオン・チアからの明確な要求によって行われたとされている。
北ベトナム軍はカンボジア東部を瞬く間に蹂躙し、プノンペンの24km以内に迫った。カンボジア軍を破った後、北ベトナム軍は獲得した地域を地元の武装勢力へと引き渡していった。一方、クメール・ルージュは北ベトナム軍からは独立して活動し、カンボジア南部および南西部に「解放区」を打ち立てた。
ベトナム侵攻後、激しい反ベトナムキャンペーンを行い、在カンボジアのベトナム系住民を迫害した。プラソト、ネアクルン、タケオなどでは収容所に隔離させられたベトナム系住民の集団虐殺が起きている。このため、在カンボジアのベトナム系住民50万人のうち、1970年からわずか1年の間で、20万人がベトナムに大量帰還した。

### カンボジア内戦
北ベトナムの侵攻に呼応して、アメリカ軍と南ベトナム軍は共産勢力を追撃してカンボジアに侵攻した。
アメリカ軍の撤退は早期に行われたものの、共産勢力は駆逐されず、こうした状況から反政府勢力クメール・ルージュの勢力は伸張し、政府軍との間でカンボジア内戦が始まった。ロン・ノルは、アメリカへ支援を求めざるを得なかった。
1970年11月18日にニクソン大統領は、カンボジア政府への援助金1億5,500万ドル（8,500万ドルは軍事援助）を連邦議会に求めた。
ロン・ノル政権はシハヌークの中立政策で展開していた北ベトナム軍とベトコン追放の名目でニクソン政権を頼り金とCIAの支援を受け取ったが、それでクメール・ルージュの攻勢を止めることはできなかった。1971年4月20日、国会により元帥に指名され、1972年3月10日に国家元首に就任。同年3月13日に大統領に就任した。
ロン・ノル政権になって以降、北ベトナム・クメールルージュとアメリカ・南ベトナムに支援された政府軍の内戦は本格化し、人口密集地域を含むカンボジア全域に拡大され、数十万人の農民が犠牲となり、さらに難民が100万人以上、都市へ流入し、食糧輸出国であったカンボジアは食糧輸入国に転落した。

### 死去
共産勢力が迫る1975年4月1日、ロン・ノルはカンボジアを出国し、インドネシア経由でハワイへ逃れた。
その後1979年にカリフォルニア州フラートンに移り住み、1985年に死去した。

## クーデターについて
- 1970年のロン・ノルによるクーデターの背景には不明な点が多い。CIAによる支援が失敗した説がある[6]。このため、新規に成立したクメール・ルージュ政権をアメリカ合衆国政府は非難できなかった。
- ロン・ノルはカンボジア軍のチャム人将校レ・コセムのよき理解者であり、シハヌーク国王を説得して被抑圧民族闘争統一戦線（FULRO、中心人物はレ・コセム及び山岳エデ族のイーバム・エニュオル）の創設を支援した。南ベトナム領メコンデルタのクメール族や中部沿海のチャム族、中部高原の山岳民にとって、シハヌークとロン・ノルは彼らの自治・独立闘争における希望の星であった。
- リチャード・ニクソンが対中政策の見直しを決定したのが1969年、ニクソンの干渉によるFULROの南ベトナム軍への投降・解散も1969年であり、ロン・ノルによるクーデターは、アメリカのアジア勢力圏再分割（インドシナ半島の中国への譲渡）のプロセスの中で行われたものであった。
- 軍事支援はニクソン大統領の中国訪問後ただちに中止され、ロン・ノル及びカンボジアの反共主義者たちは見捨てられ、亡命したロン・ノルらを除いて親中派のクメール・ルージュによって徹底的に虐殺された（ロン・ノルに任命されたシリク・マタク元首相や弟のロン・ボレト首相も1975年4月17日のプノンペン陥落直後に殺害された）。